# 黄河路街道 (贵阳市)
黄河路街道是中华人民共和国贵州省貴陽市花溪区下辖的一个街道办事处。

## 行政区划
黄河路街道下辖以下村级行政区划单位：
清水江社区、盘江社区、浦江社区、国际新城社区、瑞和社区、大兴社区、华阳社区、万科社区、黄河社区、长江社区、珠江社区、云凯社区、珠显村、大坡村、洛解村。